# Потвора (фільм, 1977)
«Потвора» (Чудовисько, фр. «L'animal») — французький фільм режисера Клода Зіді з Жаном-Полем Бельмондо у головній ролі, випущений 5 жовтня 1977 року.

## Сюжет
Каскадер Мішель Гоше (Жан-Поль Бельмондо) не дуже-то досяг успіху на професійній ниві, тому хапається за будь-яку роботу, щоб звести кінці з кінцями. Навіть власне весілля з каскадеркою Джейн Гарднер (Ракель Велч), яка вже давно чекала цього дня, не є для нього поважною причиною для відмови від раптової роботи, і по шляху в мерію вони заїжджають на знімальний майданчик, де повинні виконати каскадерский трюк. Джейн, не чекала, що їй доведеться працювати в такий урочистий день, влаштовує Мішелю скандал, внаслідок чого він втрачає керування автомобілем, і обидва опиняються на лікарняному ліжку з множинними травмами. Це стає для Джейн останньою краплею, і вона після одужання залишає і свою небезпечну роботу і свого нареченого. Але, зазнавши невдачі на особистому фронті, Мішель отримує дуже вигідну пропозицію від італійського режисера, який приїхав до Франції для знімання свого нового бойовика. Головну роль у фільмі виконує всесвітньо відомий актор, улюбленець мільйонів жінок Бруно Феррарі (Жан-Поль Бельмондо), як дві краплі води схожий на Мішеля, якого пропонують дублювати його в небезпечних сценах. Мішель тут же вирушає на пошуки Джейн, щоб запропонувати їй роботу в фільмі, і знаходить її в замку графа де Сен-Прі, зачарованого її красою, який мріє одружитися з нею. Проте Джейн погоджується ще раз знятися з Мішелем по старій дружбі. Під час знімання вона починає приймати залицяння режисера, щоб позлити свого колишнього нареченого, а Мішель видає себе за Бруно, користуючись своєю схожістю із зіркою, щоб вивідати наміри Джейн.

## У ролях
- Жан-Поль Бельмондо — Мішель Гоше і Бруно Феррарі
- Ракель Велч — Джейн Гарднер
- Шарль Жерар — Ясент
- Маріо Давід — Сантос
- Жюльєн Гійомар — продюсер фільму
- Альдо Мачоне — Серджо Кампанезе
- Дені Саваль — Доріс
- Раймон Жером — граф Сен-Прі
- Джейн Біркін — кінозірка
- Джонні Голлідей — кінозірка
- Клод Шаброль — режисер
- Анрі Атталь — асистент
- Жозіан Баласко — дівчина у супермаркеті
- Рішар Боренже — асистент режисера

## Знімальна група
- Режисер — Клод Зіді
- Сценарій — Мішель Одіар, Домінік Фабр, Клод Зіді
- Продюсер — Жан-Поль Бельмондо, Крістіан Фекнер, Рене Мало, Бернар Артіг
- Оператор — Клод Ренуар
- Композитор — Владимир Косма
- Художник — Теобальд Мерісс
- Монтаж — Моніка Існардо, Роберт Існардо